# Рішар Боренже
Ріша́р Боренже́ (фр. Richard Bohringer; нар. 16 січня 1941, Мулен, Франція) — французький театральний та кіноактор, співак, літератор. Лауреат двох кінопремій «Сезар»: за найкращу чоловічу роль другого плану у фільмі «Зведення рахунків» у 1985 році та найкращу чоловічу роль у фільмі «Гран Шман» у 1988-му .

## Біографія та кар'єра
Рішар Боренже народився 16 січня 1941 року в Мулені, департамент Альє у Франції. В юнацькі роки, потоваришувавши з майбутнім сценаристом і режисером Жераром Брашем та актором Роже Дюма, під їх впливом Рішар починає писати. Пізніше Мішель Одіар залучає Боренже до професійної роботи над сценаріями.
Кілька років Рішар Боріже прожив у Нью-Йорку, де, за його словами, багато пив, балувався наркотиками, грав на перегонах і розпусничав. Після повернення у Францію він звертає на себе увагу як шансоньє. У 1966 році заявив про себе як талановитий драматург, його п'єса «Жираф» була поставлена Клодом Лелушем, де Боренже зіграв свою першу театральну роль.
У кіно Рішар Боренже дебютував у фільмі режисера Жерара Брака «Будинок» (фр. La Maison; роль друга Лорейн, 1970), однак, до початку 1980-х років як актор Боренже був мало кому відомий, хоча регулярно знімався у невеликих ролях.
У 1982-у році вийшов фільм «Діва» Жана-Жака Бенекса, де Рішар Боренже зіграв роль імпозантного таємничого незнайомця, що принесла йому справжню популярність. Потім зіграв «брутальні» ролі у фільмах «Небезпека у будинку» Мішеля Девіля, «Розрахунок» Дені Амара (за роль e цій кримінальній драмі Боренже отримав свого першого «Сезара» у 1985 році), «Сентиментальний агент» Жана-П'єра Мокі.
«Сезар» за головну роль актор отримав у 1988 році за роль у «Великій дорозі» Жан-Лу Юбера. Відтоді Боренже входить до п'ятірки найвизначніших акторів Франції. Найкращі свої ролі Рішар Боренже зіграв у фільмах режисерів Люка Бессона, Жана-П'єра Мокі, Клода Міллера, Жана-Лу Юбера, Пітера Богдановича, Едуара Молінаро.
У 1988-му до 200-річчя Великої французької революції Боренже знявся в ролі Марата в телевізійному фільмі Маруна Багдаді. Через рік в абсурдистській комедії англійського режисера Пітера Гріневея «Кухар, злодій, його дружина та її коханець» зіграв кухаря — ця роль залишалася єдиним кінематографічним досвідом Боренже за кордоном аж до 2015 року, коли актор знявся в американській драмі «Біля моря» поставленій Анджеліною Джолі.
У 1990-2000-х роках Рішар Боренже багато часу приділяє роботі на телебаченні, знімаючись у телефільмах та серіалах.

## Особисте життя
З 26 квітня 1986 року Рішар Боренже одружений з Астрід Маркулі. Донька Рішара Боренже Романа (нар. 14.08.1973) також вибрала акторську кар'єру. Разом з батьком вона знялася у фільмах «Камікадзе» (1986) та «Акомпаніаторка» (1992). Має актор і трьох синів — Матьє, Луї й Рішара.
У 2002 році Рішар Боренже отримав друге громадянство держави Сенегал.
З початку 2009 року Боренже бореться із захворюванням гепатитом С, хворобою, через яку він був вимушений тимчасово полишити кінематограф.

## Фільмографія (вибіркова)
| Рік       |    | Українська назва                           | Оригінальна назва                                 | Роль                                   |
| --------- | -- | ------------------------------------------ | ------------------------------------------------- | -------------------------------------- |
| 1960      | ф  | Сестрички                                  | Les frangines                                     |                                        |
| 1970      | ф  | Будинок                                    | La maison                                         | друг Лорейн                            |
| 1972      | ф  | Італієць з трояндами                       | L'italien des roses                               | Раймон, італієць                       |
| 1975—1990 | с  | Сінема 16                                  | Cinema 16                                         | депутат Рабуто                         |
| 1976      | ф  | Конкістадори                               | Les conquistadores                                | Жан-П'єр                               |
| 1977      | ф  | Чудовисько                                 | L'animal                                          | асистенть Серхіо                       |
| 1978—1986 | с  | Нічні лікарі                               | Medecins de nuit                                  |                                        |
| 1978      | ф  | Мартін і Леа                               | Martin et Léa                                     | Люсьєн                                 |
| 1979      | ф  | Ну що — задоволений?                       | Alors heureux?                                    | головний лікар                         |
| 1980      | ф  | Дурні на іспитах                           | Les sous-doués                                    | пішак                                  |
| 1980      | ф  | Останнє метро                              | Le dernier metro                                  | офіцер гестапо                         |
| 1980      | ф  | Поганий син                                | Un mauvais fils                                   |                                        |
| 1980      | ф  | Інспектор-роззява                          | Inspecteur la Bavure                              | Flic anthropometrie                    |
| 1980      | ф  | Бум                                        | La boum                                           | Гвіберт                                |
| 1981      | ф  | Діва                                       | Diva                                              | Ґородіш                                |
| 1981      | ф  | Болеро                                     | Les uns et les autres                             | Рішар                                  |
| 1981      | с  | Одні та інші                               | Les uns et les autres                             | Рішар                                  |
| 1981      | тф |                                            | Le serment d'Heidelberg                           | Лесер                                  |
| 1981      | ф  | Кльові дівчата                             | Les babas cool                                    | Поль                                   |
| 1981      | ф  | День спокутування                          | Le Grand Pardon                                   | «ризничий»                             |
| 1982      | ф  | Я одружилася з тінню                       | J’ai épousé une ombre                             | Франк                                  |
| 1982      | ф  | Транзит                                    | Transit                                           | Франсуа Кремер                         |
| 1983      | ф  | Мис Каналія                                | Cap Canaille                                      | Робер Верже                            |
| 1983      | тф | Пабло мертвий                              | Pablo est mort                                    | Ламберт                                |
| 1983      | ф  | Прогулянка без грошей                      | Ballade a blanc                                   | Жан-Поль, Рігіта                       |
| 1983      | ф  | Темна конячка                              | La bête noire                                     | Ів Буассо                              |
| 1983      | ф  | Краби, підйом! - починається приплив       | Debout les crabes, la mer monte!                  | Поло                                   |
| 1983      | ф  | Доля Жульєтт                               | Le Destin de Juliette                             | Марсель                                |
| 1984      | тф | Хтось                                      | Quidam                                            | Антуан Рімбо                           |
| 1984      | ф  | Зведення рахунків                          | L'addition                                        | Лорка                                  |
| 1984      | ф  | Слідчий                                    | Le juge                                           | Комісар Люсьєн Інноченті               |
| 1984      | ф  | Сіль на шкірі                              | Du sel sur la peau                                | Жульєн                                 |
| 1985      | ф  | Небезпека у будинку                        | Peril en la demeure                               | Даніель Форест                         |
| 1985      | ф  | Підземка                                   | Subway                                            | флорист                                |
| 1985      | ф  | Золоте дно                                 | Le Pactole                                        | Ів Больє                               |
| 1985      | ф  | Дизель                                     | Diesel                                            | Вальтер                                |
| 1985      | ф  | Швейцарське безумство                      | Folie suisse                                      | Адріан Добіньї                         |
| 1986      | ф  | Шалені роки твісту                         | Les folles années du twist                        | Гомес                                  |
| 1986      | тф | Незнайомець з Відня                        | L'inconnue de Vienne                              | Клод                                   |
| 1986      | ф  | Непрохана                                  | L' Intruse                                        | Жан Бусард на прізвисько «Мексиканець» |
| 1986      | ф  | Шестірка                                   | Le paltoquet                                      | лікар                                  |
| 1986      | ф  | Кохання за сто франків                     | Cent francs l'amour                               | Моріс Манфрой                          |
| 1986      | ф  | Камікадзе                                  | Kamikaze                                          | Ромен                                  |
| 1987      | ф  |                                            | Ubac                                              | Люсьєн Гранвіль                        |
| 1987      | ф  | Гран Шман                                  | Le grand chemin                                   | Пело                                   |
| 1987      | ф  | Сентиментальний агент                      | Agent trouble                                     | Алекс                                  |
| 1987      | ф  | Стяг                                       | Flag                                              | інспектор Сімон                        |
| 1988      | ф  | Час задоволень                             | Les saisons du plaisir                            | Адам                                   |
| 1988      | ф  | Ліворуч від ліфта                          | A gauche en sortant de l'ascenseur                | Борис                                  |
| 1988      | ф  | Ада у джунглях                             | Ada dans la jungle                                | Ергомір Пілік                          |
| 1988      | с  | Нижні спідниці революції                   | Les jupons de la révolution                       | Жан-Поль Марат                         |
| 1989      | ф  | П'яна                                      | La soule                                          | Франсуа Лемерсьє                       |
| 1989      | ф  | Після війни                                | Après la guerre                                   | Майстер-капрал Франц Йосиф Бурнер      |
| 1989      | ф  | Кухар, злодій, його дружина та її коханець | The Cook, The Thief, His Wife & Her Lover         | Рішар Боурст                           |
| 1990      | ф  | Стен-ексгібіціоніст                        | Stan the Flasher                                  | Давид                                  |
| 1990      | ф  | Галантні пані                              | Dames galantes                                    | Брантом                                |
| 1991      | ф  | Дівчатка                                   | Ragazzi                                           |                                        |
| 1991      | ф  | Біла королева                              | La Reine blanche                                  | Жан Ріпоше                             |
| 1991      | ф  | Чудова епоха                               | Une epoque formidable                             | лікар                                  |
| 1991      | ф  |                                            | Veraz                                             | батько Тео                             |
| 1992      | ф  | Місто на продаж                            | Ville à vendre                                    | доктор Моннері                         |
| 1992      | ф  | Сповідь божевыльного                       | Confessions d'un Barjo                            | Шарль                                  |
| 1992      | ф  | Акомпаніаторка                             | L'accompagnatrice                                 | Шарль Бріс                             |
| 1992      | ф  | Танго                                      | Tango                                             | Вінсент Барадук                        |
| 1992      | ф  | Занадто близько до Богів                   | Trop pres des Dieux                               |                                        |
| 1994      | ф  | Світло померлих зірок                      | La Lumiere des étoiles mortes                     | Берет                                  |
| 1994      | тф | Кохання - це дитяча гра                    | L'amour est un jeu d'enfant                       | Дідьє Аеселот                          |
| 1994      | ф  | Аромат Івонни                              | Le parfum d'Yvonne                                | дядько Івонни                          |
| 1994      | ф  | Посмішка                                   | Le sourire                                        | Жан-Жан                                |
| 1994      | ф  | Крик серця                                 | Le Cri du coeur                                   | Пауло                                  |
| 1995      | тф | Лулу король з Франції                      | Лулу Хастьє                                       |                                        |
| 1996      | ф  | Капризи річки                              | Les Caprices d'un fleuve                          | командир Блоне                         |
| 1996      | ф  | Два батьки і одна мама                     | Les Deux papas et la maman                        | чоловік у клініці                      |
| 1996      | ф  | Вдалий удар                                | Lucky Punch                                       | Абель Жіно                             |
| 1996      | ф  | Тіко Мун                                   | Tykho Moon                                        | Гленбар                                |
| 1997      | ф  | Боже, коханець моєї матері і син м'ясника  | Dieu, l'amant de ma mere et le fils du charcutier | Серж                                   |
| 1997      | ф  | Папа Сарако                                | Saraka bo                                         | Діамант                                |
| 1997      | ф  | Пондішері, остання крамниця Індії          | Pondichery, dernier comptoir des Indes            | Андре Шарвін                           |
| 1997      | ф  | Це правда, якщо я брешу!                   | La Vérité si je mens !                            | Віктор Бензахем                        |
| 1997      | с  | Містер Правосуддя                          | Un homme en colère                                | Поль Бріссак                           |
| 1997      | ф  | Дикі тварини                               | Yasaeng dongmul bohoguyeog                        | бос                                    |
| 1997      | ф  | Дикі ігри                                  | Combat de fauves                                  | Шарль Сувельє                          |
| 1998—2002 | с  | Лікарня                                    | H                                                 | Сен-П'єр                               |
| 1998      | тф | Бал в опері                                | Opernball                                         | Мішель Ребоссон                        |
| 1998      | тф | Яка мати, така й донька                    | Telle mere, telle fille                           | Жан Сорті                              |
| 1998      | тф | Вілла Ванілла                              | Villa vanille                                     | капітан Марк де Бертьє                 |
| 1998      | ф  | Як звір                                    | Comme une bête                                    | Казимир                                |
| 1998      | кф | Мона (Собаки, бажання, смерть)             | Mona, les chiens, le desir et la mort             | таксист                                |
| 1999      | ф  | 5 хвилин передиху                          | Cinq minutes de détente                           | лікак Ленінак                          |
| 1999      | ф  | Рембрандт                                  | Rembrandt                                         | проповідник                            |
| 1999      | ф  | Непокірний                                 | Mediterranees                                     | Рамірез                                |
| 2001      | ф  | Погані манери                              | Mauvais genres                                    | Гюісманс                               |
| 2002      | ф  | Весь Хеопс                                 | Total Kheops                                      | Фабіо Монтале                          |
| 2003      | ф  | Пограбування по-французьки                 | Crime Spree                                       | Лоран Бастальді                        |
| 2003      | тф | У пошуках щастя                            | Poil de Carotte à la recherche du bonheur         | мосьє Лепік                            |
| 2003      | тф | Пташиний грип: Вірус в раю                 | Virus au paradis                                  | Лукаш                                  |
| 2003      | ф  | Ненажера                                   | L'outremangeur                                    | Еміль Лашам                            |
| 2003      | ф  | Повний облом                               | Les gaous                                         | Франсуа Брісар                         |
| 2004      | тф | Маленька Фадетта                           | La petite Fadette                                 | батько Барбо                           |
| 2005      | ф  | Кавалькада                                 | Cavalcade                                         | доктор Демуш                           |
| 2005      | ф  | Ворог суспільства                          | Ennemis publics                                   |                                        |
| 2006      | ф  | Вночі місто прекрасне                      | C'est beau une ville la nuit                      | Рішар                                  |
| 2007      | ф  | З блюзом усередині                         | Bluesbreaker                                      | мосьє Млоріс                           |
| 2008      | ф  | Адмірал                                    | Адмиралъ                                          | генерал Жанен                          |
| 2010      | ф  | Таємні пристрасті                          | Les amours secretes                               | Марсель                                |
| 2012      | ф  | Ніч                                        | Une nuit                                          | Марко Лінднер                          |
| 2013      | ф  | Історія любові                             | Une histoire d'amour                              | чоловік                                |
| 2013      | ф  | Рудий лис                                  | Le renard jaune                                   | Шарль Сенак                            |
| 2014      | ф  | 419                                        | 419                                               | Рішар                                  |
| 2015      | ф  | Біля моря                                  | By the Sea                                        | Патріс, власник готелю                 |

## Визнання
| Рік            | Категорія                     | Фільм             | Результат |
| -------------- | ----------------------------- | ----------------- | --------- |
| Премія «Сезар» |                               |                   |           |
| 1985           | Найкращий актор другого плану | Зведення рахунків | Перемога  |
| 1988           | Найкращий актор               | Гран Шман         | Перемога  |
| 7 d'Or Night   |                               |                   |           |
| 1997           | Найкращий телевізійний актор  | Містер Правосуддя | Перемога  |

## Літературні твори
- 1988: «Це красиво — місто вночі» / C'est beau une ville, la nuit, Denoël — rééd. Gallimard, coll. «Folio», 1989.
- 1994: Le Bord intime des rivières, Denoël — rééd. Gallimard, coll. «Folio», 1995.
- 2005: L'ultime conviction du désir (récits de voyage), Flammarion — rééd. J'ai lu, 2006.
- 2008: Carnet du Sénégal, Bouts lambeaux
- 2009: Zorglub suivi de Les Girafes (п'єси)
- 2010: Traîne pas trop sous la pluie